# Lino Franceschini
Lino Franceschini (* 28. November 1941 in Bedizzole, Provinz Brescia, Italien; † 26. April 2019 in Olpe) war ein italienischer Sprachforscher.

## Leben
Lino Franceschini kam 1965 ohne Sprachkenntnisse nach Deutschland und arbeitete in einem  Stahlwerk in Mülheim an der Ruhr. Nach vier Jahren am Bischöflichen Abendgymnasium in Essen erlangte er 1970 als erster Gastarbeiter das Abitur. Mit einem Stipendium des Landes Nordrhein-Westfalen studierte er Wirtschaftswissenschaften an der Ruhr-Universität Bochum. Seit seiner Heirat lebte er in Olpe. Zur Etymologie und Sprachwissenschaft kam er über die Erforschung der Flur- und Flussnamen seines Heimatdorfes in der Lombardei. Er hat zahlreiche wissenschaftliche Bücher verfasst.

## Die menschliche Sprache
Lino Franceschini hat die Sprachentwicklung intensiv zurückverfolgt mit dem Schluss, dass sich menschliche Sprache auf sehr einfache Vorgänge gründet. In seiner Forschung führt er anhand der alteuropäischen Sprachgruppen und am Beispiel der Toponomastik insbesondere die indogermanische Sprachentwicklung auf einfache Prozesse zurück, aus denen sich die gegenwärtigen Sprachen im ständigen Zusammenwirken von Zufall und Notwendigkeit entwickelt haben. Motor dieses Prozesses als Urphänomen sei dabei das Bild des Wachsens und Werdens der Natur, das den Menschen zur Formung der ersten Worte inspiriert und sich in immer weitere Vorstellungen differenziert. Am Anfang werden auch die Gegensätze durch ein und denselben Begriff ausgedrückt und lassen somit ein komplexes Gebilde mannigfaltiger Bedeutungen aus sich entstehen. Nicht die Rekonstruktion einer gemeinsamen Grundsprache und ihrer Grammatik, sondern die Notwendigkeit der Verständigung über elementare Vorgänge bilde das Fundament für die Ausprägung von Regeln, die sich im Lauf der Zeit aus verschiedenen Mundarten zu schriftlich fixierbaren Kultursprachen vereinheitlichten.
In seinen Werken wird das Werden des Wortes rekonstruiert und gezeigt, wie Begriffe aus losen mündlichen überlieferten Formen durch die Schrift sich zu festen Strukturen verwandeln und die historischen Sprachen bilden, die wir heute kennen. Dabei wird Etymologie neu definiert, nämlich nicht als primäres Produkt eines semantischen Prozesses, sondern als Weiterentwicklung sprachlicher Urformen und Kombinationsmöglichkeiten.
Die Ortsnamen, als die ältesten Zeugnisse der menschlichen Sprache, bestätigen diesen Prozess. Mit seiner Arbeit Toponomastik – Eine Einführung in die Ortsnamenforschung wollte Lino Franceschini die Grundlage für eine ausbaufähige Forschung der Toponomastik Europas schaffen.
Die Theorie von Lino Franceschini ist von der Sprachwissenschaftlerin Kerstin Feuge bestätigt, die unabhängig vom Autor mit der Arbeit Über den Ursprung der Sprachen – Die evolutionäre Relevanz der Wölbung, Lamberti Verlag, Oldenburg 2003, zu dem gleichen Ergebnis gelangt ist.
Zum Zwecke der Beweisführung hat Kerstin Feuge zwei der umfangreichsten Sprachfamilien der Welt, die Niger-Kongo-Sprachen und die austronesischen Sprachen, miteinander korreliert und einer gründlichen Analyse unterzogen.
Das Konzept des Schwellens als fundamentale Struktur der Sprache ist nicht nur ein völlig neuer wissenschaftlicher Ansatz. Die Theorie von Franceschini scheint Gültigkeit für die Entstehung aller Sprache der Welt zu besitzen. Es handelt sich dabei aber nicht um die von verschiedenen Forschern propagierte so genannte Proto-World, eine hypothetische Ursprache, von der alle heute bekannten Sprachfamilien abstammen, sondern um ein einziges gemeinsames Grundkonzept, das die Entstehung aller Sprachen geprägt hat.

## Werke
- Entstehung, Entwicklung und Urbausteine der menschlichen Sprache: dargestellt anhand der indogermanischen Sprachgruppen. Verlag Franceschini & Kampmann, Olpe 1984.
- Entstehung, Entwicklung und Urbausteine der menschlichen Sprache: dargestellt anhand der alteuropäischen Sprachgruppen. Mit einer Einführung in die Ortsnamenforschung. Verlag Franceschini & Vosshagen, Olpe 2003, ISBN 3-00-011091-7.
- Die menschliche Sprache: Entstehung und Entwicklung. epubli GmbH, Berlin 2015, ISBN 978-3-7375-7477-8.
- Toponomastik – Eine Einführung in die Ortsnamenforschung. epubli GmbH, Berlin 2016, ISBN 978-3-7375-8720-4.